# Mycetobia
Genre
Mycetobia est un genre de diptères nématocères de la famille des Anisopodidae.

## Liste des espèces
Selon ITIS (23 novembre 2013) :
- Mycetobia divergens Walker, 1856

Selon NCBI (23 novembre 2013) :
- Mycetobia divergens

Selon Catalogue of Life (23 novembre 2013) :
- Mycetobia asiatica
- Mycetobia bicolor
- Mycetobia divergens
- Mycetobia fulva
- Mycetobia gemella
- Mycetobia kunashirensis
- Mycetobia limanda
- Mycetobia morula
- Mycetobia neocaledonica
- Mycetobia notabilis
- Mycetobia obscura
- Mycetobia pacifica
- Mycetobia pallipes
- Mycetobia pilosa
- Mycetobia pseudogemella
- Mycetobia scutellaris
- Mycetobia seguyi
- Mycetobia stonei
- Mycetobia thoracica
- Mycetobia tibialis
- Mycetobia turkmenica
- Mycetobia ulmicola
- Mycetobia xylogena